# Citerna
Citerna es una localidad y comune italiana de la provincia de Perugia, región de Umbría, con 3.332 habitantes.

## Evolución demográfica
| Gráfica de evolución demográfica de Citerna entre 1861 y 2001 |
|                                                               |
| Fuente ISTAT - elaboración gráfica de Wikipedia               |

## Etimología
El nombre Citerna deriva de numerosas cisternas (en italiano, citerna es cisterna) para recolectar agua de lluvia (unas siete) o de Citerea, un apelativo de Venus (la diosa de la belleza y el amor), debido a la forma de la colina donde se encuentra, que tenía dos estrechas "colinas" que parecían, a los ojos poéticos latinos, dos pequeños pechos de mujer.